# Пигмејски кунић
Пигмејски кунић (лат. Brachylagus idahoensis, енгл. Pygmy rabbit) је врста сисара из породице зечева (Leporidae). Једина је врста рода Brachylagus.

## Распрострањење
Ареал врсте је ограничен на једну државу. Сједињене Америчке Државе су једино познато природно станиште врсте.

## Станиште
Станишта врсте су планине, умерено травнати екосистеми и саване и жбуновита вегетација.

## Угроженост
Ова врста је наведена као последња брига, јер има широко распрострањење и честа је врста.